# Bocchoris
Bocchoris (también conocida como Bocchorum,  Bocchor u Oppidum Bochoritanum) fue una antigua ciudad al norte de Mallorca (Islas Baleares, España), que se remonta a época prerromana, c. 1400 a. C.[cita requerida]. Constituye uno de los asentamientos más antiguos de Mallorca, centro portuario y llegando a ser una ciudad federada de Roma, según Plinio el Viejo.

## Ubicación
Bocchoris queda cerca de la actual localidad de Puerto de Pollensa, sobre una colina a la derecha de la carretera que va a Pollensa, en el Valle de Bóquer.
Todavía son visibles restos de la ciudad, como un corto tramo de la muralla romana y la puerta de entrada, sobre lo que ahora es una tierra llana cultivada. También materiales y estructuras talayóticas y romanas como fragmentos de cerámica de época imperial romana.

## Historiografía
Bocchoris junto a Ebusus fueron las dos ciudades federadas a Roma del archipiélago balear. La civitas bocchoritana, es decir, Bocchoris, constituye un caso singular en la isla de Mallorca. La evidencia de que llegó a ser una ciudad federada está confirmada por la epigrafía jurídica, en forma de dos tabulae patronatus diferentes. Plinio el Viejo también registró a Bocchoris entre las ciudades federadas, en su libro Naturalis Historia, III, 77-78 en el siglo I:

Las Baleares, belicosas por sus honderos, llamáronlas los griegos "Gymnasiai". La Mayor tiene una longitud de 100 000 pasos y un contorno de 475 000; contando con las siguientes poblaciones: de ciudadanos romanos, Palma y Pollentia; de ciudadanía latina, Guius y Tucis y fue ciudad federada Bocchoris.
Naturalis Historia, III, 77-78

Cerca de las ruinas de Bocchoris, se encontraron dos inscripciones de bronce que datan de los años 10 a. C. y 6. La primera, que se encontró en la Bahía de Pollensa en 1951, establecía que el patrón de Bocchoris era Marco Licinio Craso Frugi, cónsul romano en el 14 a. C.. El texto completo en latín, como está escrito en la inscripción, es el siguiente:
(Iullo Ant)onio Fabio Africano | a(nte) d(iem) XVII k(alendas) Apriles | Civitas Bochoritana ex | insula Baliarum Maiorum | patronum cooptavit M. | Crassum Frugi leiberos | posterosque eius. | M. Crassus Frugi eos in | suam suorumque | clientelam recepit. Egerunt C. Coelius C. F. et | C. Caecilius T. F. legati.
La segunda tabula patronatus fue descubierta mucho antes, en 1765. Según esta inscripción de bronce, que data del año 6, el senado y el pueblo de Bocchoris seleccionaron de mutuo acuerdo al senador romano Marcus Atilius Vernus como su patrón. En latín:
M. Aemilio Lepido, L. Arruntio | co(n)s(ulibus) k(alendis) Mais. | Ex insula Baliarum Maiore senatus | populusque Bocchoritanus M. Atilium M. F. Gal(eria) Vernum patronum coopata|verunt | M. Atilius M. F. Gal(eria) Vernus senatum | populusque Bochoritanum in fidem | clientelamque suam suorumque recepit. | Egerunt Q. Caecilius Quintus | C. Valerius Icesta praetores.

## Etimología
Poco se conoce sobre el origen de la palabra Bocchoris y si el nombre de la ciudad era realmente Bocchor, Bocchoris o Bocchorum. El nombre todavía se conserva en mallorquín, como Bóquer, que denomina el área alrededor del actual valle de Bóquer, al norte de la isla.
El poeta mallorquín Miguel Costa y Llobera sostuvo en su poema épico sobre la leyenda de Nuredduna, titulado La deixa del geni grec, que Bocchoris estuvo bajo el control de los egipcios hace milenios, y que su nombre estaría relacionado con Bakenrenef, también conocido como Bokkoris.